# Magnolia gwiaździsta

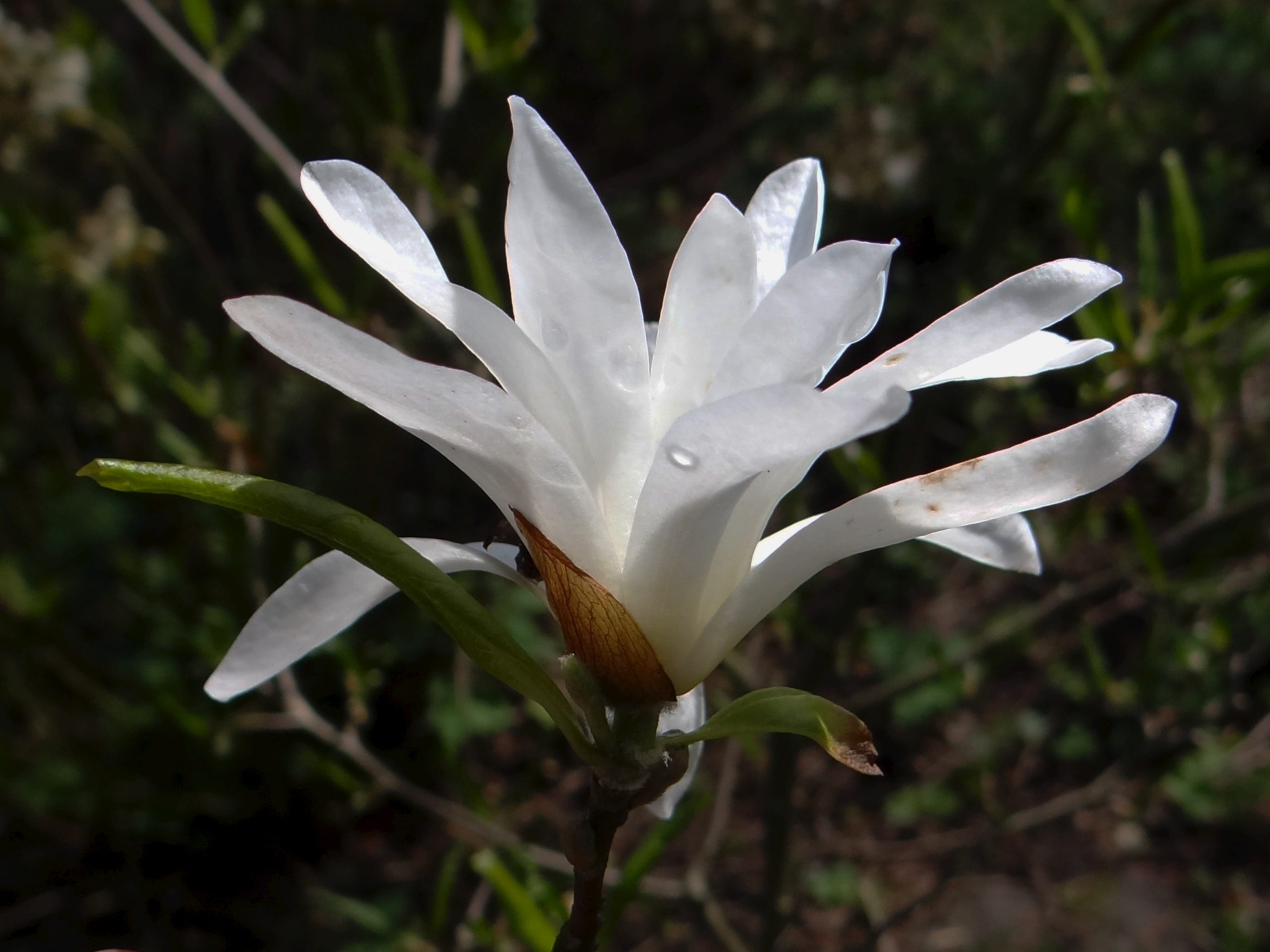

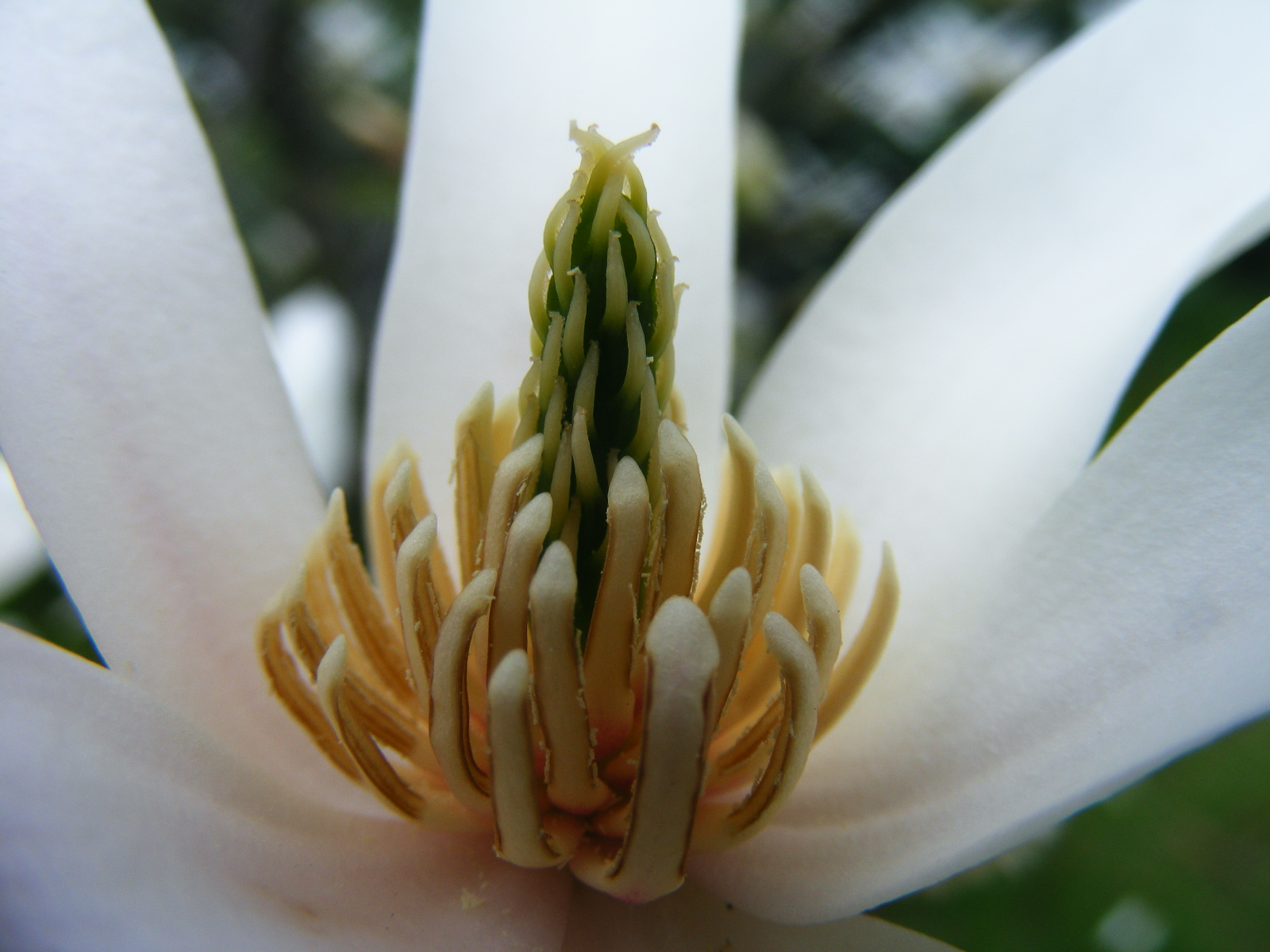
Pręciki i apokarpijne słupkowie magnolii gwiaździstej

Magnolia gwiaździsta (Magnolia stellata) – gatunek drzew lub krzewów, należący do rodziny magnoliowatych. Pochodzi z Japonii. W Polsce nie występuje w środowisku naturalnym. Jest uprawiana, jako roślina ozdobna w parkach, ogrodach botanicznych i ogródkach przydomowych. Jest obok magnolii pośredniej jednym z częściej sadzonych gatunków magnolii.

## Morfologia
PokrójKrzew, rzadziej drzewo. Osiąga wysokość do 3 m.
LiścieDuże, skórzaste, odwrotnie jajowate, wydłużone.
KwiatyDuże, o średnicy do 15 cm, pachnące. U różnych odmian mają kolor od białego do purpurowoczerwonego. Ich płatki w liczbie kilkunastu, nie są zróżnicowane na kielich i koronę. Początkowo płatki ułożone są w gwiazdę, później rozwierają się do tyłu. Wewnątrz kwiatu liczne pręciki i słupki, ułożone w apokarpijne słupkowie. Kwitnie najwcześniej ze wszystkich magnolii, bo już z początkiem kwietnia i bardzo obficie, często już w drugim roku po zasadzaniu.
OwocMieszek. Z nasion można wyhodować sadzonki.
WymaganiaMagnolie najlepiej rosną w miejscach osłoniętych od wiatru, na stanowiskach słonecznych lub półcienistych. Magnolia gwiaździsta potrzebuje głębokiej i żyznej gleby, o odczynie lekko kwaśnym (pH 6-7). Młode rośliny są wrażliwe na silne mrozy, starsze drzewa są odporne na mróz. Jednak przy silnych mrozach u niektórych odmian przemarzają pąki kwiatowe.

## Zastosowanie
- Roślina ozdobna:
  - Sposób uprawy: sadzimy w dole wypełnionym przygotowaną wcześniej żyzną ziemią zmieszaną z obornikiem lub torfem. Po zasadzeniu roślinę podlewamy, a glebę wokół ściółkujemy korą lub torfem. Pomoże to utrzymać właściwą wilgotność gleby oraz uchroni korzenie przed przemarznięciem. Magnolie mają kruche korzenie i bardzo źle znoszą przesadzanie. Od marca do początku lipca nawozimy kilka razy niewielką ilością nawozów mineralnych wieloskładnikowych lub jednorazowo nawozem o przedłużonym działaniu. Przed zimą wokół młodych sadzonek obsypujemy kopczyk z trocin lub kory, a całą sadzonkę okrywamy jutowym workiem lub słomą. U starszych roślin nie jest to konieczne. Magnolii nie przycina się.

## Kultywary
- 'Betty' – mieszaniec magnolii gwiaździstej z magnolią purpurową. Ma duże, ciemnoamarantowe kwiaty. osiągają średnicę do 30 cm. Rozwierają się bardzo szeroko odsłaniając jaśniejszy środek. Stosunkowo odporna na mróz. Kwitnie od końca kwietnia aż do czerwca.
- 'Rosea' – kwiaty lekko różowe, o silnie wydłużonych i szeroko rozłożonych płatkach. Kwitnie bardzo wcześnie (nawet pod koniec marca)
- 'Nigra' – mieszaniec magnolii gwiaździstej z magnolią purpurową. Zakwita bardzo wcześnie, bo czasami kwitną już jednoroczne sadzonki. Ciemnobordowe kwiaty, podobne do kwiatów magnolii gwiaździstej, ale mające kilkanaście płatków zakwitają w maju i czerwcu. Kwitnie bardzo obficie i długo.
- 'Royal Star' – kwiaty białe, szeroko otwarte z licznymi, wąskimi płatkami. Rośnie wolno. Kwitnie w kwietniu.
- 'Susan' – mieszaniec magnolii gwiaździstej z magnolią purpurową. Pokrój krzaczasty, zwarty. Kielichowate, purpurowoczerwone kwiaty osiągają wielkość do 15 cm. Ma długi okres kwitnienia – od końca kwietnia do początku czerwca. Stosunkowo odporna na mróz.

## Szkodniki, choroby.
Magnolie rzadko atakowane są przez choroby i szkodniki. Przy podlewaniu magnolii nie wolno zwilżać wodą liści, gdyż sprzyja to szerzeniu się chorób bakteryjnych i grzybowych.
- Przędziorki. Objawy: rozjaśnienia blaszki liściowej, na spodniej stronie bardzo drobne (0,2 mm) pajęczaki i delikatna pajęczynka. Zwalczanie: przy dużej ilości szkodnika opryskiwanie środkami przędziorkobójczymi.
- Mszyce. Atakują głównie wierzchołki pędów i młode liście. Rośliny słabo rosną, a zaatakowane miejsca pokryte są ogromną ilością mszyc i lepką wydzieliną. Zwalcza się je opryskiwaniem preparatami mszycobójczymi.
- Choroby bakteryjne. Objawy: drobne, czarne plamki na liściach, wokół których liście żółkną i deformują się. Przyczyną jest bakteria Pseudomonas syringae. Zarażone pędy czernieją i obumierają. Zarażone pędy usunąć i spalić, a całą roślinę opryskiwać kilka razy preparatem Miedzian 50WP.
- Choroby grzybowe. Rzadko atakują magnolię. Można je rozpoznać po plamach, deformacjach i przebarwieniach liści oraz skupiskach grzybni na liściach. Zwalcza się kilkukrotnym opryskiwaniem środkami grzybobójczymi. Aby zapobiec szerzeniu się chorób grzybowych należy jesienią zgrabić i spalić liście spod magnolii.
- Myszy i norniki. Mogą obgryzać korę wokół nasady pnia. Rany trzeba zamalować maścią sadowniczą lub farbą emulsyjną z dodatkiem Topsinu lub Benlate. Szkodniki zwalczać za pomocą środków chemicznych lub odstraszać.